# Les Maîtres de l'horreur
Pour la bande sonore de la série, voir Masters of Horror Soundtrack.
 (janvier 2020).
Si vous disposez d'ouvrages ou d'articles de référence ou si vous connaissez des sites web de qualité traitant du thème abordé ici, merci de compléter l'article en donnant les références utiles à sa vérifiabilité et en les liant à la section « Notes et références ».
Les Maîtres de l'horreur (Masters of Horror) est une série télévisée américaine-canadienne en 26 épisodes de 55 minutes, créée par Mick Garris et diffusée entre le 28 octobre 2005 et le 2 février 2007 sur Showtime.

## Présentation
Cette série est une anthologie d'histoires horrifiques ou fantastiques réalisées par de grands noms du cinéma d'épouvante. Chaque épisode de la série raconte une nouvelle histoire (cf : Au-delà du réel et Les Contes de la crypte). Il n'y a aucun point commun entre chaque épisode si ce n'est celui d'être réalisé par un grand nom du cinéma d'épouvante (plus ou moins connu puisque l'on y côtoie autant les grands anciens comme Dario Argento, Joe Dante ou John Carpenter, que des nouveaux venus comme Lucky McKee, Rob Schmidt ou Ernest Dickerson) et d'avoir un cadre propre à l'angoisse et l'épouvante.

## Distribution
- John DeSantis : Moonface (épisode La Survivante)
- Bree Turner : Ellen (épisode La Survivante)
- Angus Scrimm : Buddy (épisode La Survivante)
- Ethan Embry : Bruce (épisode La Survivante)
- Jeffrey Combs : Edgar Allan Poe (épisode Le Chat noir)
- Jessica Lowndes : Peggy (épisode La danse des morts)
- Robert Englund (VF : Richard Darbois) : M.C. (épisode La Danse des morts)
- Jonathan Tucker (VF : Alexis Tomassian): Jak (épisode La Danse des morts)
- Jon Tenney (VF : Bruno Choël) : David Murch (épisode Vote ou crève)
- Robert Picardo (VF : Michel Papineschi) : Kurt Rand (épisode Vote ou crève)
- Norman Reedus (VF : Cédric Dumond) : Kirby (épisode La Fin absolue du monde)
- Udo Kier (VF : Philippe Dumond) : Bellinger (épisode La Fin absolue du monde)
- Steven Weber : Frank Spivey (épisode Jenifer)
- Carrie Anne Fleming : Jenifer (épisode Jenifer)
- Henry Thomas : Jamie (épisode Chocolat)
- Lori Petty : Judith (épisode La Cave)
- Angela Bettis : Ida Teeter (épisode Liaison bestiale)
- Brian Benben : Dwight Faraday (épisode La belle est la bête)
- Anhtony Griffith : Officier Jacob Reed (épisode La belle est la bête)
- Cinthia Moura : La femme daim (épisode La belle est la bête)
- Billy Drago : Christopher (épisode La Maison des sévices)
- Michael Ironside : M. Chaney (épisode V comme Vampire)
- Elliott Gould (VF : Bernard Tiphaine) : Barney (épisode La Guerre des sexes)
- William Forsythe : Buster (épisode Péchés de jeunesse)
- Ron Perlman (VF : François Siener) : Dwayne Burcell (épisode Piégée à l'intérieur)
- Martin Donovan : Cliff Addison (épisode Mort clinique)
- Meredith Monroe : Celia (épisode "une famille recomposée")
- Jason Priestley : Allan (épisode "la guerre des sexes")
- Meat Loaf :(épisode "j'aurai leur peau")
- Christopher Lloyd :(épisode "la Muse")
- Misty Mundae
- Warren Kole : (épisode "serial auto-stoppeur")
- Michael Moriarty : (épisode "serial auto-stoppeur")

## Épisodes
L'ordre des épisodes est celui de la diffusion originale.

### Première saison (2005-2006)
1. La Survivante (Incident On and Off A Mountain Road) par Don Coscarelli
2. Le Cauchemar de la sorcière (Dreams in the Witch House) par Stuart Gordon
3. La Danse des morts (Dance of the Dead) par Tobe Hooper
4. Jenifer (Jenifer) par Dario Argento
5. Chocolat (Chocolate) par Mick Garris
6. Vote ou crève (Homecoming) par Joe Dante
7. La belle est la bête (Deer Woman) par John Landis
8. La Fin absolue du monde (Cigarette Burns) par John Carpenter
9. La Cave (Fair Haired Child) par William Malone
10. Liaison bestiale (Sick Girl) par Lucky McKee
11. Serial auto-stoppeur (Pick Me Up) par Larry Cohen
12. Les Amants d'outre-tombe (Haeckel's Tale) par John McNaughton
13. La Maison des sévices (Imprint) par Takashi Miike

### Deuxième saison (2006-2007)
1. Les Forces obscures (The Damned Thing) de Tobe Hooper
2. Une famille recomposée (Family) de John Landis
3. V comme Vampire (The V Word) de Ernest R. Dickerson
4. Un son qui déchire (Sounds Like) de Brad Anderson
5. Piégée à l'intérieur (Pro-Life) de John Carpenter
6. J'aurai leur peau (Pelts) de Dario Argento
7. La Guerre des sexes (The Screwfly Solution) de Joe Dante
8. La Muse (Valerie On The Stairs) de Mick Garris
9. Péchés de jeunesse (We All Scream For Ice Cream) de Tom Holland
10. Le Chat noir (The Black Cat) de Stuart Gordon
11. George le cannibale (The Washingtonians) de Peter Medak
12. Mort clinique (Right To Die) de Rob Schmidt (en)
13. Croisière sans retour (Dream Cruise) de Norio Tsuruta

### Troisième saison (2008)
Rachetée par Lionsgate, la série s'appelle désormais Fear Itself et comme elle est diffusée sur NBC, une chaîne nationale, il y a très peu de scènes gores et pas du tout de nudité.
1. Le Sacrifice
2. Âmes errantes
3. Volte-face
4. La Lettre
5. Le Dévoreur
6. Le Réveillon de la fin du monde
7. Résidence surveillée
8. Le Ranch maudit
9. La Morsure
10. Double Chance
11. Spiritisme
12. Réincarnation
13. Le Cercle

## Diffusions
En France, la série a été diffusée à partir du 21 juillet 2006 sur Kiosque et rediffusée à partir du 17 novembre 2006 sur Canal+ et du 27 novembre 2008 sur NRJ 12, sous son titre original, Masters of Horror.
En Suisse, la série a été diffusée à partir du 2 mai 2008 sur TSR 1.
Depuis septembre 2012, la série est rediffusée en France sur MCM .
Des épisodes de cette série sont parfois diffusés au cinéma dans des festivals de film fantastique.
L'épisode La Maison des sévices, de Takashi Miike, n'a jamais été diffusé aux États-Unis, le directeur de la chaîne Showtime l'ayant jugé trop cru et violent. Il est néanmoins présent sur les DVD.

## Clins d'œils et références
Dans l'épisode La Guerre des sexes, un des militaires regarde un extrait de l'épisode La maison des sévices.
Dans l'épisode Vote ou crève, lorsque les militaires reviennent à la vie, on retrouve, inscrit sur les pierres tombales, les noms de Jacques Tourneur et George Andrew Romero, des réalisateurs qui ont contribué à la représentation du zombie et du mort-vivant au cinéma. Ils incarnent d'une certaine manière deux périodes esthétiques du cinéma fantastique que sont le classicisme avec Tourneur face à Romero, héritier et auteur inaugural d'une modernité horrifique. Jean Yarbrough, Delbert "Del" Tenney, Lucio Fulci, Victor Halperin et Gordon Douglas apparaissent également dans cet hommage au genre
Dans l'épisode Chocolat, réalisé par Mick Garris, le héros a comme livre de chevet Désolation de Stephen King, dont Garris a tourné une adaptation télé en 2006.
Dans l'épisode Cigarette burns, le héros se rend au cinéma pour voir Profondo Rosso (Deep Red, titre anglais ou Les Frissons de l'angoisse, titre français), film de Dario Argento.

## Distinctions

### Récompenses
- Prix CinemAvvenire - Mention spéciale pour Joe Dante pour l'épisode Vote ou crève au Festival du film de Turin 2005
- Prix du meilleur scénario pour Sam Hamm pour l'épisode Vote ou crève au Festival international du film de Catalogne 2006
- Prix Carnet Jove - Mention spéciale pour John Carpenter pour l'épisode La Fin absolue du monde au Festival international du film de Catalogne 2006
- Prix Spécial du Jury pour Joe Dante pour l'épisode Vote ou crève au Festival international du film de Catalogne 2006
- Emmy Award de la meilleure musique de générique 2006 pour Ed Shearmur
- Saturn Award du meilleur téléfilm 2006 (ex æquo avec Triangle)
- Prix Killer Television aux Fangoria Chainsaw Awards 2006
- Saturn Award de la meilleure édition DVD d'un programme télévisé 2007
- Satellite Award des meilleurs bonus DVD 2007 (ex æquo avec Borat, leçons culturelles sur l'Amérique au profit glorieuse nation Kazakhstan)

### Nominations
- Meilleur film pour l'épisode La Fin absolue du monde au Festival international du film de Catalogne 2006
- Meilleur film pour l'épisode Vote ou crève au Festival international du film de Catalogne 2006
- Emmy Award de la meilleure composition musicale pour une série 2006 pour Richard Band (épisode Le Cauchemar de la sorcière)
- Saturn Award du meilleur téléfilm 2007